# مببرلي (تشيشير)
مببرلي (بالإنجليزية: Mobberley)‏ هي قرية وأبرشية مدنية تقع في المملكة المتحدة في تشيشير. يقدر عدد سكانها بـ 2,546 نسمة .

## أعلام
- جورج مالوري
- جون هولم